# Янгличское сельское поселение
Янгличское се́льское поселе́ние — муниципальное образование в Канашском районе Чувашии Российской Федерации.
Административный центр — село Янгличи.

## История
Статус и границы сельского поселения установлены Законом Чувашской Республики от 24 ноября 2004 года № 37 «Об установлении границ муниципальных образований Чувашской Республики и наделении их статусом городского, сельского поселения, муниципального района и городского округа»

## Население
| 2010  | 2012  | 2013  | 2014  | 2015  | 2016  | 2017  |
| ----- | ----- | ----- | ----- | ----- | ----- | ----- |
| 1763  | ↘1693 | ↘1625 | ↘1573 | ↘1541 | ↘1514 | ↘1484 |
| 2018  | 2019  | 2020  | 2021  |       |       |       |
| ↘1443 | ↘1429 | ↘1400 | ↗1411 |       |       |       |

## Состав сельского поселения
| № | Населённый пункт | Тип населённого пункта       | Население |
| - | ---------------- | ---------------------------- | --------- |
| 1 | Богурданы        | деревня                      | ↗252      |
| 2 | Нижние Татмыши   | деревня                      | →196      |
| 3 | Новая Яндоба     | деревня                      | ↘212      |
| 4 | Новые Шорданы    | деревня                      | →90       |
| 5 | Сив-Сирма        | деревня                      | ↗56       |
| 6 | Средние Татмыши  | деревня                      | ↗279      |
| 7 | Янгличи          | посёлок разъезда             | →4        |
| 8 | Янгличи          | село, административный центр | →679      |

## Местное самоуправление
Главы сельского поселения
- Кротов Анатолий Иванович

## Инфраструктура
- Янгличская основная общеобразовательная школа им. Героя России Н. Гаврилова
- Янгличский сельский дом культуры
- Янгличский фельдшерский пункт
- Янгличское отделение связи
- Янгличское МДОУ (ясли-сад)
- Магазины